# 吴氏石头记增删试评本

《〈癸酉本石头记〉后28回》封面

《吴氏石头记增删试评本》，或《癸酉本石头记》，简称“癸酉本”，是通过互联网流出的所谓《红楼梦》旧抄本，其真实性遭到广泛质疑。2008年，网民何莉莉（化名，男性）将癸酉本后28回内容委托刘俊俊（化名，即金俊俊）上传至网络，声称此本为祖父母偶然得到，并由自己和几个表妹抄写过，原本已遗失。癸酉本全文108回，符合周汝昌的理论；后28回的许多内容与前文脂批符合，并且在末文给出了“情榜”。但是癸酉本文字粗鄙，与《红楼梦》的原文有云泥之别，并且公开至今已经过多人多次修订。中国红楼梦学会会员杜春耕则指出，何莉莉回忆的抄本前80回情节中有一部分来自清末吴克岐创作的本子。

## 版本
何莉莉初始在网络发布的版本，称为“何初本”。
癸酉本以两种书名出版。
- 金俊俊、何玄鹤，《〈癸酉本石头记〉后28回》，九州出版社2014年版，当代世界出版社2015年版，当代世界出版社2017年版（吴雪松作序）。
- 何莉莉、王晓丰，《吴氏石头记增删试评本》，线装书局2015年第一版，2017年第二版，2019年第三版，2020年第四版，2021年第五版。

## 部分批语造假
在癸酉本中有两条批语，分别是：“此书本系吴氏梅村旧作，共百零八回，名曰风月宝鉴……”“本书至此告终，癸酉腊月全书誊清。梅村夙愿得偿……”，指明《红楼梦》是由吴梅村创作，经曹雪芹增删润色而成。何莉莉後來又説此二条批语为伪造。

## 评价

### 负面评价
《红楼梦》研究者张惠等人认为该作品中，薛宝钗为薛蟠献计几次洗劫大观园、林黛玉带领奴仆保卫大观园等情节，肯定“不是吴梅村写的，一定是施耐庵写的”“或是二人合写的”，荒诞不经。而知名红学家杜春耕、段江丽和任晓辉等红学界学者则认为，所谓《癸酉本》是“无稽之谈，不值一驳”，因为所有的文字都来自网民在论坛发布的电子文档，根本没有可供鉴别的原件或抄本。